# Reza Enayati
Gholam Reza Enayati (en persa: غلام رضا عنايتى‎; Mashhad, Jorasán Razaví; 23 de septiembre de 1976) es un exfutbolista y entrenador iraní que jugaba en la posición de delantero. Actualmente es el entrenador del Naft Masjed Soleyman FC de la Iran Pro League.

## Carrera

### Club
| Periodo   | Club              | País | Apariciones | Goles |
| --------- | ----------------- | ---- | ----------- | ----- |
| 1998-2001 | Adonis Mashhad FC | Irán | 0           | 0     |
| 2001-2003 | FC Aboomoslem     | Irán | 46          | 28    |
| 2003–2006 | Esteghlal FC      | Irán | 77          | 56    |
| 2006–2008 | Emirates Club     | EAU  | 41          | 26    |
| 2008–2009 | Al-Nasr SC        | EAU  | 9           | 0     |
| 2009–2010 | Esteghlal FC      | Irán | 17          | 3     |
| 2010      | Emirates Club     | EAU  | 10          | 9     |
| 2010–2011 | Sepahan FC        | Irán | 30          | 4     |
| 2011–2012 | Saba Qom FC       | Irán | 29          | 18    |
| 2012–2013 | Mes Kerman FC     | Irán | 33          | 11    |
| 2013–2014 | Saba Qom FC       | Irán | 27          | 13    |
| 2014      | Padideh FC        | Irán | 14          | 5     |
| 2014–2015 | Esteghlal FC      | Irán | 13          | 4     |
| 2015–2016 | Siah Jamegan FC   | Irán | 25          | 5     |
| 2016–2017 | Saba Qom FC       | Irán | 23          | 3     |

### Selección nacional
Jugó para Irán en 30 ocasiones de 2002 a 2008 y anotó ocho goles; participó en la copa Mundial de Fútbol de 2006 y en dos ediciones de la Copa Asiática.

### Entrenador
| Periodo   | Club                    | País |
| --------- | ----------------------- | ---- |
| 2017–2018 | Siah Jamegan FC         | Irán |
| 2018–2019 | Esteghlal B             | Irán |
| 2019      | Qashqai FC              | Irán |
| 2019-2022 | Havadar SC              | Irán |
| 2023-     | Naft Masjed Soleyman FC | Irán |

## Estadísticas

### Goles con selección nacional
| # | Fecha                 | Lugar                                                       | Oponente               | Gol | Resultado | Competición                                |
| - | --------------------- | ----------------------------------------------------------- | ---------------------- | --- | --------- | ------------------------------------------ |
| 1 | 31 de marzo de 2004   | Estadio Anouvong, Vientián, Laos                            | Laos                   | 3-0 | 7–0       | Clasificación para la Copa Mundial de 2006 |
| 2 | 31 de marzo de 2004   | Estadio Anouvong, Vientián, Laos                            | Laos                   | 4-0 | 7–0       | Clasificación para la Copa Mundial de 2006 |
| 3 | 20 de julio de 2004   | Centro de Deportes Olímpicos de Chongqing, Chongqing, China | Tailandia              | 1-0 | 3–0       | Copa Asiática 2004                         |
| 4 | 31 de mayo de 2006    | Estadio Azadi, Teherán, Irán                                | Bosnia y Herzegovina   | 4-2 | 5–2       | Amistoso                                   |
| 5 | 8 de agosto de 2006   | Estadio Azadi, Teherán, Irán                                | Emiratos Árabes Unidos | 1-0 | 1–0       | Amistoso                                   |
| 6 | 15 de octubre de 2006 | Estadio Azadi, Teherán, Irán                                | Corea del Sur          | 1-0 | 2–0       | Clasificación para la Copa Asiática 2007   |
| 7 | 2 de julio de 2007    | Estadio Azadi, Teherán, Irán                                | Jamaica                | 8-1 | 8–1       | Amistoso                                   |

## Logros

### Esteghlal
- Iran Pro League: 2005-06

### Sepahan
- Iran Pro League: 2010-11

### Individual
- Goleador de la Iran Pro League: 2001-02 (17 goles), 2004-05 (20 goles), 2005-06 (21 goles)
- Goleador histórico de la Iran Pro League (154 goles)